# Simone van der Vlugt
Simone van der Vlugt (Hoorn, 15 décembre 1966) est une auteure néerlandaise, principalement connue pour ses thrillers et ses romans historiques, dont certains appartiennent à la littérature d'enfance et de jeunesse. 
Sept de ses romans ont été publiés en français : La Mémoire assassine (2010, Presses de la Cité), Bleu de Delft (2018, Éd. Philippe Rey), Neige rouge (2019, Éd. Philippe Rey), La Maîtresse du peintre (2020, Éd. Philippe Rey), La Fabrique (2021, Éd. Philippe Rey), La ville dévastée (2022, Éd. Philippe Rey) et La route des Indes (2024, Éd. Philippe Rey).

## Biographie

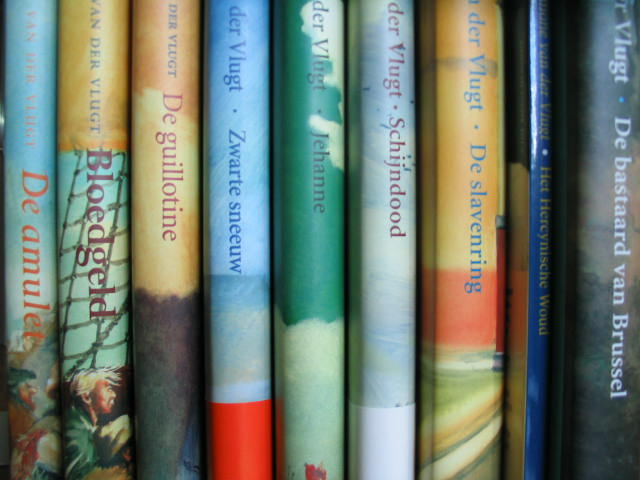
Éditions originales de quelques romans de Simone van der Vlugt

Simone van der Vlugt se passionne pour la littérature dès son plus jeune âge et rêve de devenir écrivain. Inspirée par les romans historique pour la jeunesse de Thea Beckman (1923-2004), elle envoie, dès l'âge de 13 ans, ses premiers manuscrits à un éditeur qui les refusent, tout en encourageant la jeune écrivaine à persévérer. 
Pendant ses études à l'institut de formation des enseignants d'Amsterdam, elle approfondit sa connaissance du néerlandais et apprend le français. Elle s'inscrit également à des cours sur la littérature pour enfants et à des ateliers d'écriture créative. 
Après ses études, elle travaille à temps plein comme secrétaire dans une banque et, le soir, écrit De amulet, un roman historique pour enfants centré sur le récit de la persécution de sorcières. Ce roman est publié en 1995 par les éditions Lemniscaat de Rotterdam et remporte le prix du jury néerlandais des enfants. Suivront de nombreux romans historiques pour les 13 ans et plus.
Influencé par la lecture des polars Nicci French, le thriller La Mémoire assassine (De Reünie), son premier roman destiné aux adultes, paraît en 2004. Entre 2004 et 2007, elle publie d'autres polars à succès dont les ventes atteignent près de 500 000 exemplaires aux Pays-Bas.
Simone van der Vlugt compte une dizaine de nominations et de distinctions littéraires à son actif. En août 2020, elle reçoit la médaille d'officière de l'Ordre d'Orange-Nassau, plus haute distinction honorifique civile de son pays.
Les droits de traduction de ses livres sont vendus en Allemagne, en Australie, en France et en Italie. Elle est traduite pour la première fois en France aux Presses de la Cité, qui publient en 2010 son thriller La Mémoire assassine (trad. Emmanuèle Sandron). En 2018, les éditions Philippe Rey achètent les droits de son roman historique Nachtblauw, grand succès aux Pays-Bas qui sera traduit en une vingtaine de langues. Le livre relate les aventures de Catrijn, jeune Néerlandaise qui quitte sa campagne pour tenter sa chance à Amsterdam, où elle fera notamment la rencontre de Rembrandt. Le livre est publié sous le titre Bleu de Delft (trad. Guillaume Deneufbourg), une traduction qui sera sélectionnée pour le Prix des lecteurs des Littératures européennes de Cognac en 2019 et pour le Prix littéraire des lycéens de l'Eurégio en 2020. Le livre sera publié en édition poche l'année suivante. 
Les éditions Philippe Rey publient cinq autres traductions de Simone van der Vlugt :  Neige rouge en 2019 (trad. Guillaume Deneufbourg, publiée en poche en 2020), La Maîtresse du peintre (2020, trad. Guillaume Deneufbourg, publiée en poche la même année), La Fabrique (2021, Ed. Philippe Rey, trad. Guillaume Deneufbourg, publiée en poche la même année), La ville dévastée (2022, trad. Guillaume Deneufbourg) et La route des Indes (2024, Ed. Philippe Rey, trad. Guillaume Deneufbourg).

## Vie privée
Simone Van der Vlugt est mariée à Wim van der Vlugt et a deux enfants. 

## Œuvre

### Thrillers
- 2004 : De Reünie La Mémoire assassine, traduit par Emmanuèle Sandron, Paris, Presses de la Cité, 2010
- 2005 : Schaduwzuster
- 2007 : Het laatste offer
- 2008 : Blauw water
- 2009 : Herfstlied
- 2010 : Op klaarlichte dag
- 2011 : In mijn dromen
- 2021 : De zonde waard

### Romans policiers de la sérieLois Elzinga, détective
- 2012 : Aan niemand vertellen
- 2013 : Morgen ben ik weer thuis
- 2014 : Vraag niet waarom

### Romans historiques pour adultes
- 2009 : Jacoba, dochter van Holland
- 2012 : Rode sneeuw in december Neige rouge, traduit par Guillaume Deneufbourg, Paris, éditions Philippe Rey, 2019
- 2015 : De lege stadLa ville dévastée, traduit par Guillaume Deneufbourg, Paris, éditions Philippe Rey, 2022
- 2016 : Nachtblauw Bleu de Delft, traduit par Guillaume Deneufbourg, Paris, éditions Philippe Rey, 20182017 : De doorbraak
- 2018 : Het schaduwspel

La route des Indes (traduit par Guillaume Deneufbourg, Paris, éditions Philippe Rey, 2024
- 2019 : Schilderslief La Maîtresse du peintre, traduit par Guillaume Deneufbourg, Paris, éditions Philippe Rey, 2020
- 2020 : De kaasfabriek La Fabrique, traduit par Guillaume Deneufbourg, Paris, éditions Philippe Rey, 2021

### Ouvrages de littérature d'enfance et de jeunesse

#### Romans historiques
- 1995 : De amulet
- 1996 : Bloedgeld
- 1999 : De guillotine
- 2000 : Zwarte sneeuw
- 2001 : Jehanne
- 2002 : Schijndood
- 2003 : De slavenring
- 2004 : Victorie! (en collaboration avec Theo Hoogstraaten)
- 2005 : Het Hercynische Woud
- 2005 : De bastaard van Brussel
- 2009 : De rode wolf

#### Autres romans de littérature d'enfance et de jeunesse
- 2008 : Vlinders
- 2007 : Schuld

## Récompenses et prix
- 2019 : Nomination au Prix des lecteurs des Littératures européennes de Cognac pour Bleu de Delft[3]
- 2020 : Nomination au Prix littéraire des lycéens de l'Eurégio pour Bleu de Delft[4]
- 2020 : Officière de l'Ordre d'Orange-Nassau, plus haute distinction honorifique civile des Pays-Bas.